# 가산초등학교 (경기)
가산초등학교는 대한민국 경기도 포천시 가산면 마산리에 있는 공립 초등학교이다.

## 학교 연혁
- 1931년 12월 1일 가산공립보통학교(4년제) 개교
- 1938년 4월 1일 가산공립심상소학교로 개칭[1]
- 1940년 4월 1일 6년제 개편
- 1941년 4월 1일 가산공립국민학교로 개칭[2]
- 1981년 3월 10일 병설유치원 개원
- 1996년 3월 1일 가산초등학교로 개칭[3]
- 1999년 8월 20일 다목적교실 준공
- 2002년 4월 20일 도서실 포함 5개 교실 준공
- 2007년 12월 1일 인조잔디 운동장 준공
- 2008년 4월 21일 학교숲 조성
- 2008년 4월 30일 학교숲 리모델링
- 2009년 8월 21일 학교도서관 리모델링 공사 완료
- 2010년 7월 15일 학교급식소 준공
- 2017년 8월 28일 교사연구실 설치
- 2018년 9월 1일 제24대 이형민 교장 부임
- 2018년 12월 17일 학교 방송실 리모델링 사업 완료
- 2019년 9월 30일 체육시설개선사업(친환경 운동장 및 농구장 조성)
- 2020년 1월 3일 제86회 졸업식
- 2020년 2월 4일 가상현실 스포츠실 조성
- 2020년 10월 21일 (구)급식실 철거 및 아스콘 포장, 주차장 조성
- 2021년 1월 12일 제87회 졸업식

## 학교 상징
- 교화 : 장미 - 장미꽃은 아름다움과 정렬이라는 꽃말을 가지고 있으며 마음은 아름답고 가슴은 뜨거우며 향기 나는 장미꽃같이 이웃에게 기쁨을 주는 가산어린이로 무럭무럭 자라나기를 바라는 의미를 담고 있다.
- 교목 : 플라타너스 - 학교의 역사와 함께한 플라타너스 나뭇잎들의 깊고 넓은 그늘이 사람들의 쉼터가 되듯, '아낌없이 주는 나무'처럼 이 사회에 꼭 필요한 어린이로 자라나기를 기원하는 뜻을 담고 있다.

## 참고 자료
- 가산초등학교 - 한국교육학술정보원 학교알리미